# Municipio de Edgemont
El municipio de Edgemont (en inglés: Edgemont Township) es un municipio ubicado en el condado de Sheridan en el estado estadounidense de Dakota del Norte. En el año 2010 tenía una población de 19 habitantes y una densidad poblacional de 0,2 personas por km².

## Geografía
El municipio de Edgemont se encuentra ubicado en las coordenadas 47°21′50″N 100°35′54″O / 47.36389, -100.59833. Según la Oficina del Censo de los Estados Unidos, el municipio tiene una superficie total de 93.88 km², de la cual 91,91 km² corresponden a tierra firme y (2,09 %) 1,97 km² es agua.

## Demografía
Según el censo de 2010, había 19 personas residiendo en el municipio de Edgemont. La densidad de población era de 0,2 hab./km². De los 19 habitantes, el municipio de Edgemont estaba compuesto por el 100 % blancos. Del total de la población el 0 % eran hispanos o latinos de cualquier raza.